# باشگاه فوتبال محمودیه
باشگاه فوتبال محمودیه اولین تیم فوتبال است که در افغانستان تأسیس شد. این باشگاه در سال ۱۹۳۴ تأسیس شد. در سال ۱۹۳۷، تیم به هند بریتانیایی سفر کرد و در آنجا ۱۸ بازی با تیم‌های هندی انجام داد که از آنها ۸ برد، ۹ شکست و ۱ تساوی داشت.
این باشگاه بازیکنان برجسته زیادی ساخت که چهار نفر از آنها به عنوان اعضای تیم ملی فوتبال افغانستان در بازی‌های المپیک تابستانی ۱۹۴۸ کردند. آن بازیکنان عبارت بودند از وحید ایتیمادی، عبدالاحد خروت، عبدالغفور عصار و عبدالغنی عصار.